# 237-й танковий полк (РФ)
237-й танковий Червонопрапорний, орденів Суворова і Богдана Хмельницького полк (237 ТП, в/ч 91726) — формування танкових військ Збройних сил Російської Федерації чисельнісю у полк. Пункт постійної дислокації — с. Солоті, Білгородська область. Входить до складу 3-ї мотострілецької дивізії.
У 2022 році полк брав участь у повномасштабному вторгненні РФ в Україну, де вів бої під Ізюмом.

## Історія

### Російське вторгнення в Україну 2022 року
У 2022 році полк брав участь у повномасштабному вторгненні РФ в Україну.
На початку квтіня вів бої у наступі на Ізюм.